# Marcelina Zawisza
Marcelina Monika Zawisza est une activiste sociale et femme politique polonaise née le 3 mai 1989 à Katowice.
Elle est membre du bureau exécutif national de La Gauche ensemble de 2015 à 2020, députée à la Diète des 9e et 10e législatures, première vice-présidente du Club parlementaire de la Coalition de la gauche. En 2018, elle est incluse dans la liste Forbes 30 Under 30.

## Biographie

### Enfance et études
Elle naît à Katowice dans une famille de mineurs et de syndicalistes,. Enfant, elle contracte un cancer des os ; selon elle, cette maladie a un impact significatif sur son activisme politique ultérieur. Elle est titulaire d'une licence en politique sociale de l'Institut de politique sociale de l'université de Varsovie qu'elle obtient en 2013.

### Activité politique
Elle est membre de l'association des Jeunes socialistes et du parti Les Verts, dont elle est membre du conseil exécutif et présidente de la section de Varsovie depuis 2014. Lors des élections européennes de 2014, elle se présente sur la liste des Verts au Parlement européen. La même année, elle est candidate au conseil municipal de Varsovie et dirige l'équipe de Joanna Erbel, candidate à la mairie de Varsovie lors des élections locales,.
Elle quitte les Verts en 2015 et fait partie des fondateurs du parti La Gauche ensemble la même année. En mai 2015, lors du congrès fondateur, elle est élue au bureau exécutif national du parti et est ensuite élue pour des mandats successifs au sein du bureau,. En 2015, elle se présente à la Diète sur la liste du parti, en première position sur la liste de la circonscription de Katowice. Elle obtient 8316 voix, mais ne parvient pas à obtenir un siège ; le parti ne franchit pas le seuil électoral.
En 2018, elle figure sur la liste européenne Forbes 30 Under 30 des personnes influentes de moins de 30 ans, publiée par le magazine Forbes, pour sa participation à la fondation du parti La Gauche ensemble et à l'organisation de la  Manifestation Noire.
En 2018 également, elle se présente comme conseillère à l'Assemblée régionale de Silésie. Lors des élections européennes de 2019, elle se présente sans succès à un siège de député européenne sur la liste de la coalition La Gauche ensemble, qui ne parvient pas à franchir le seuil électoral. Lors des élections parlementaires polonaises de la même année, en tant que cheffe de liste Alliance de la gauche démocratique (dans le cadre d'un accord entre partis de gauche) dans la circonscription d'Opole, elle est élue à la neuvième législature de la Diète. Au parlement, elle devient membre de la commission de la santé et première vice-présidente du Club parlementaire de la Coalition de gauche.
Lors des élections parlementaires polonaises de 2023, elle se présente avec succès à la réélection en tant que députée au nom de la Nouvelle Gauche.

## Vie privée
Elle a deux fils, Adam (né en 2020) et Paweł (né en 2021).

## Positions politiques
En 2021, Zawisza se dit favorable à une peine de minimum 3 ans de prison pour viol.

## Résultats électoraux
| Wybory | Komitet wyborczy                                        | Komitet wyborczy             | Organe                                     | Okręg        | Wynik          |
| ------ | ------------------------------------------------------- | ---------------------------- | ------------------------------------------ | ------------ | -------------- |
| 2014   |                                                         | Les Verts                    | Huitième législature du Parlement européen | no 11        | 543 (0,06%)    |
| 2014   | Septième législature du Conseil municipal de Varsovie   | Les Verts                    | no 9                                       | 1007 (1,37%) |                |
| 2015   |                                                         | Partia Razem                 | Huitième législature de la Diète           | no 31        | 8316 (2,02%)   |
| 2018   | Sixieme législature de l'Assemblée régionale de Silésie | Partia Razem                 | no 5                                       | 1653 (0,83%) |                |
| 2019   |                                                         | Lewica Razem                 | Neuvième législature du Parlement européen | no 12        | 9213 (0,70%)   |
| 2019   |                                                         | Sojusz Lewicy Demokratycznej | Neuvième législature de la Diète           | no 21        | 19 206 (4,73%) |
| 2023   |                                                         | Nowa Lewica                  | Dixième législature de la Diète            | no 21        | 19 388 (4,04%) |